# Заремби (Новодворський повіт)
Заремби (пол. Zaręby) — село в Польщі, у гміні Закрочим Новодворського повіту Мазовецького воєводства.
Населення — 68 осіб (2011).
У 1975-1998 роках село належало до Варшавського воєводства.

## Демографія
Демографічна структура станом на 31 березня 2011 року:
|          | Загалом | Допрацездатний вік | Працездатний вік | Постпрацездатний вік |
| -------- | ------- | ------------------ | ---------------- | -------------------- |
| Чоловіки | 34      | 4                  | 26               | 4                    |
| Жінки    | 34      | 6                  | 19               | 9                    |
| Разом    | 68      | 10                 | 45               | 13                   |